# Kemin
Kemin (kirguís y ruso: Кемин; hasta 1992 conocida como Bystrovka Быстровка) es una ciudad de Kirguistán, capital del raión homónimo en la provincia de Chuy.
En 2009 tenía una población de 8169 habitantes.
El pueblo fue fundado en 1912. Se desarrolló como un punto industrial durante el período soviético, adoptando el estatus de asentamiento de tipo urbano en 1954. En 2012 adoptó el estatus de ciudad.
Se ubica junto a la frontera con Kazajistán marcada por el río Chu, a medio camino entre la capital nacional Biskek y el lago Issyk-Kul sobre la carretera A365.